# 우한린
우한린(중국어 정체자: 吳翰林, 병음: Wú Hàn-lín, 한자음: 오한림, Han Wu, 1997년 12월 13일 ~ )은 대만의 배우이다.

## 방송
- 적수적추리서옥
- 팔척문적변호사
- 청해용